# James Alexander Turpin
Sir James Alexander Turpin CMG (1966) (* 7. Januar 1917 in Dublin; † 3. Oktober 2006) war ein britischer Diplomat.

## Leben
James Alexander Turpin studierte am King’s Hospital, Dublin, und am Trinity College, Dublin.
Wo er 1940 Dozent wurde.
Er heiratete 1942 Kathleen Iris Eadie, mit der er eine Tochter hatte.
James Alexander Turpin wurde von 1942 bis 1946 von der British Army eingesetzt.
1948 war er Botschaftssekretär bei der OECD.
1950 wurde er im Foreign Office beschäftigt.
1953 wurde er an der Botschaft in Warschau beschäftigt.
1955 wurde er an der Botschaft in Tokio beschäftigt.
Von November 1972 bis 1976 war er Botschafter in Manila.